# Careca (ur. 1968)
Careca, właśc. Hamilton de Souza (ur. 27 września 1968 w Passos) – brazylijski piłkarz, występujący podczas kariery na pozycji napastnika.

## Kariera klubowa
Karierę piłkarską Careca zaczął w klubie Cruzeiro EC w 1987 roku. W lidze brazylijskiej zadebiutował 11 września 1987 w przegranym 0-2 meczu z SE Palmeiras. Z Cruzeiro dwukrotnie zdobył mistrzostwo stanu Minas Gerais – Campeonato Mineiro w 1987 i 1990. W 1990 wyjechał do Portugalii do Sportingu. W latach 1992–1993 występował w innym portugalskim klubie FC Famalicão.
W 1993 powrócił do Cruzeiro. Z Cruzeiro zdobył swój trzeci tytuł stanu Minas Gerais w 1994. W 1995 przeszedł na krótko do Ponte Preta Campinas, z którego przeszedł do Clube Atlético Mineiro. W Atlético Mineiro 3 grudnia 1995 w wygranym 3-0 meczu z Vitórią Salvador Careca rozegrał ostatni mecz w lidze brazylijskiej. W lidze brazylijskiej rozegrał 53 mecze i strzelił 13 bramek. Karierę piłkarską Careca zakończył w 2000 roku w Américe Belo Horizonte.

## Kariera reprezentacyjna
W reprezentacji Brazylii Careca zadebiutował 7 lipca 1988 w wygranym 1-0 meczu z reprezentacją Australii w Turnieju Dwustulecie Australii. Ostatni raz w reprezentacji wystąpił 18 czerwca 1989 w przegranym 0-4 meczu z reprezentacją Danii w Turnieju Duńskim. W 1987 roku Careca brał udział w Igrzyskach Panamerykańskich w Indianapolis, na którym Brazylia zdobyła złoty medal.
W 1988 roku Careca uczestniczył w Igrzyskach Olimpijskich w Seulu, na którym Brazylia ponownie zdobyła srebrny medal. Na turnieju Careca wystąpił we wszystkich sześciu meczach z Nigerią, Australią, Jugosławią, Argentyną, RFN i ZSRR.